# Mathieu Schiner
Pour les articles homonymes, voir Schiner.
 (avril 2016).
Matthieu Schiner (Mathieu Scheiner dans certains ouvrages français), né en 1465 à Mühlebach (aujourd'hui commune d'Ernen (Aragnon))  et mort le 1er octobre 1522 à Rome, est cardinal et personnalité politique, prince-évêque de Sion, puis de Novare en Italie. Il est souvent désigné comme « le cardinal de Sion ».

## Biographie
On ne connaît pas la date précise de sa naissance. Il était le fils de Peter Schiner et de son épouse Katharina Zmitweg. Schiner était considéré comme un esprit extrêmement brillant, avec de très larges vues politiques ; il mena une carrière politique européenne ambitieuse et parvint aux plus hautes fonctions, en échouant toutefois à se faire élire pape.
Il fut ordonné prêtre à Rome le 21 avril 1489 après des études à l'école diocésaine de Sion puis à Côme. En 1496, il devint curé d'Ernen (Aragnon), ensuite chanoine et doyen de la cathédrale de Sion puis en 1492, secrétaire du tribun Jörg auf der Flüe (Georges Supersaxo). Supersaxo fut au début son protecteur mais deviendrait plus tard l'un de ses adversaires politiques les plus acharnés. Schiner participa à l'éviction de l'évêque Jost von Silenen (1482-1496), honni en tant que fondé de pouvoirs de la France en Valais. Son oncle Nicolas Schiner devint prince-évêque de Sion : son épiscopat dura de 1496 à 1499.
Le 20 septembre 1498, Schiner fut nommé évêque par le pape Alexandre VI, il reçut la principauté épiscopale de Sion le 13 octobre de l'année suivante. Les développements de la politique de la France en Italie et la situation géographique du Valais en tant que région de passage stratégique entre les deux contrées via les cols alpins permirent bientôt à Matthieu Schiner, qui était fin diplomate et chef de guerre audacieux, de jouer un rôle politique européen de premier plan. Schiner mit tout son poids contre les menées de la France. À la paix d'Arona en 1503, il obtint pour les cantons suisses la possession des districts de Bellinzone et de Blenio.
Il convainquit les Confédérés de conclure une alliance avec le pape Jules II : il fut ainsi, de manière indirecte, à l'origine du corps des gardes suisses pontificaux. C'est avec l'aide des contingents suisses que Louis XII et les Français furent chassés d'Italie à la suite des batailles de Pavie en 1512 et de Novare en 1513. En gratification de ses services, le pape lui octroya le titre honorifique de « libérateur de l'Italie et protecteur de l'Église ». Le 22 septembre 1511, il le nommait cardinal-prêtre de Santa Pudenziana et lui attribuait une charge ecclésiastique à Wurtzbourg. De 1512 à 1517, il fut à la tête de l'évêché de Novare en Italie et fut légat du pape.
Après la bataille de Marignan (1515) qui vit la victoire de François Ier, il fit les frais de la politique de réconciliation entre le pape Léon X et le roi de France. En 1517, son ancien mentor George Supersaxo – qui s'était entre-temps allié avec la France – l'empêcha de revenir dans son évêché de Sion et le força à prendre la fuite, il subit la coutume valaisane de la Mazze. Schiner s'installa alors à Zurich ; c'était encore un politicien de grande influence. C'est grâce à cette influence que Charles Quint put accéder à l'Empire et que Schiner lui-même devint son conseiller. En 1521, il parvint à reprendre le contrôle du Milanais pour le compte de l'empereur.
Mathieu Schiner était favorable aux thèses humanistes, et ami d'Érasme comme de Zwingli. Il était lui-même persuadé de la nécessité de réformer profondément l'Église catholique mais refusa toujours de rompre avec la papauté. C'est pourquoi, en 1521, il fut l'un des opposants les plus influents à Martin Luther et fut l'un des rédacteurs de l'édit de Worms.
Lors du conclave qui suivit la mort de Léon X en 1522, il recueillit un nombre important de suffrages mais l'opposition des cardinaux français devait l'empêcher d'être élu comme nouveau pape. Il mourut de la peste à Rome le 1er octobre 1522 et fut inhumé dans l'église Santa Maria dell'Anima.

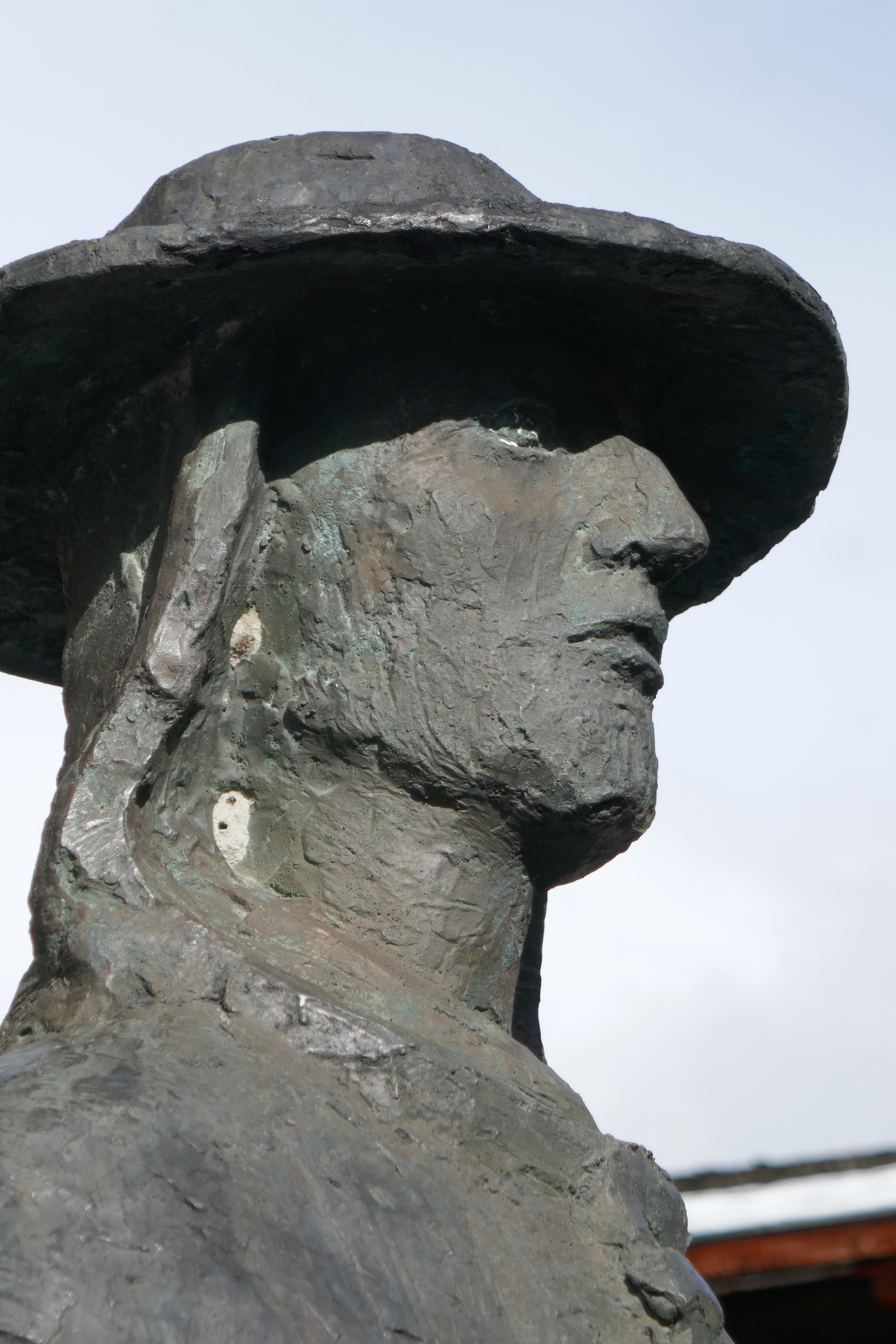
Monument à Ernen
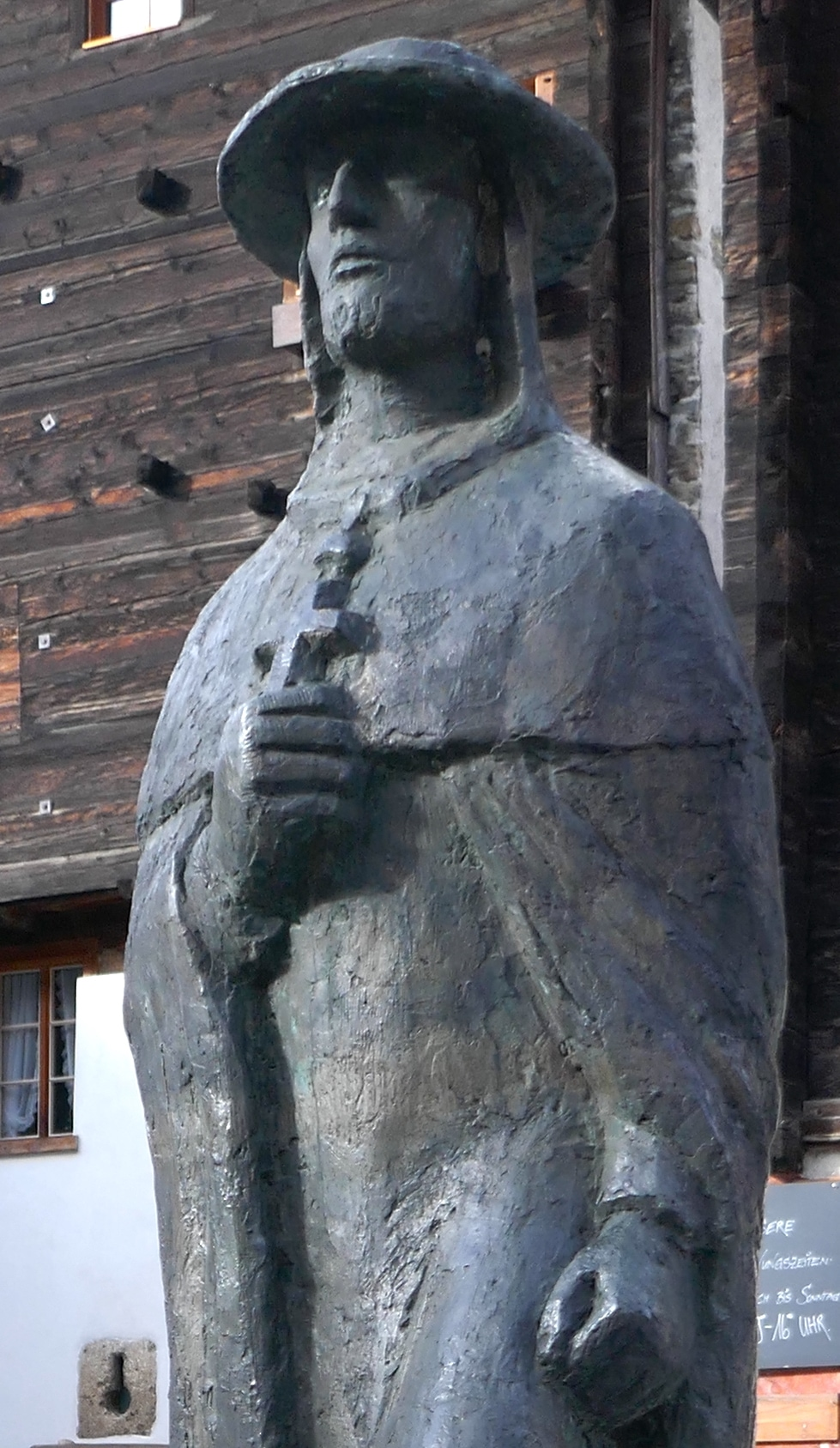
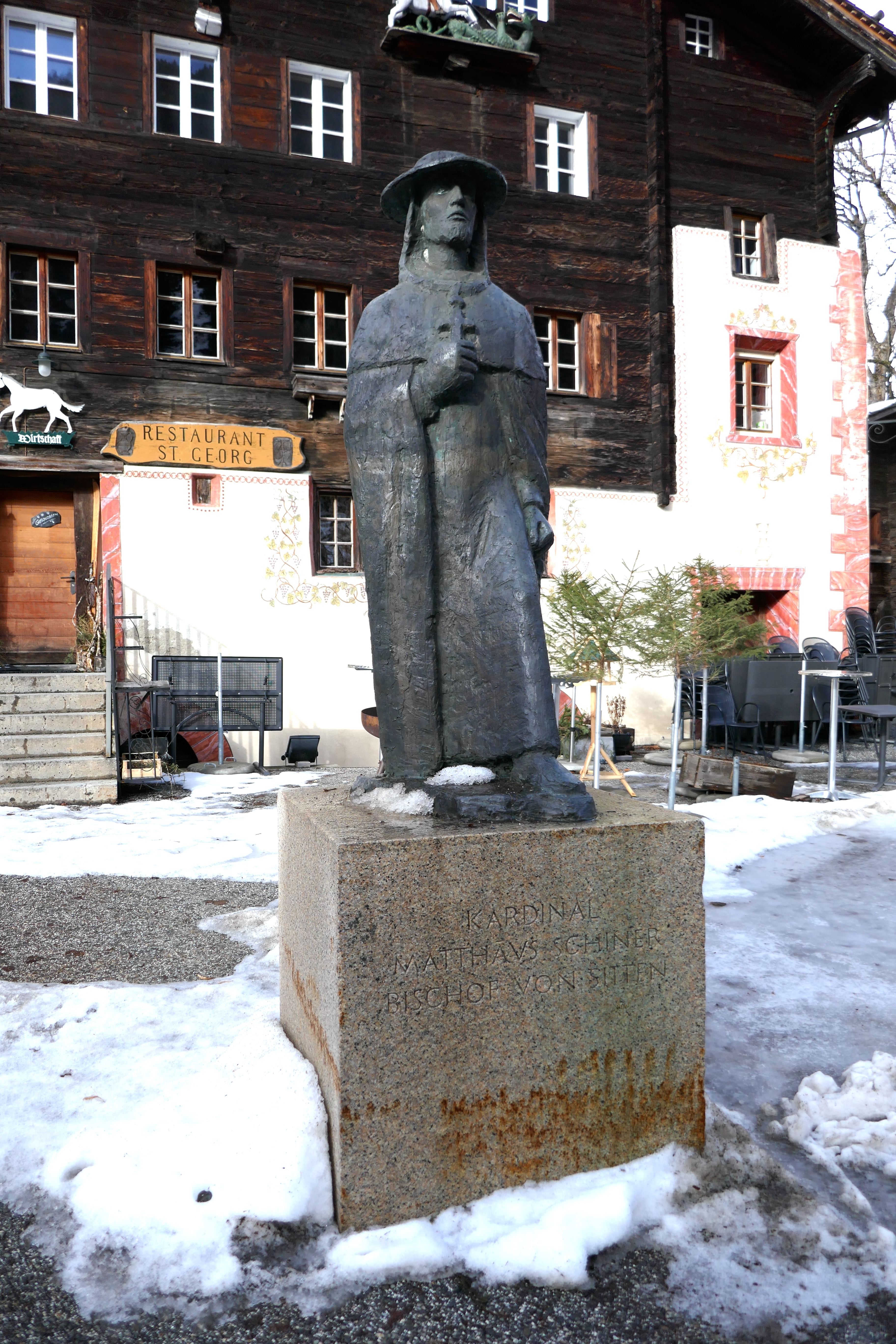